# Nyctalus aviator
Nyctalus aviator (Thomas, 1911) è un pipistrello della famiglia dei Vespertilionidi diffuso in Asia orientale.

## Descrizione

### Dimensioni
Pipistrello di medie dimensioni, con la lunghezza della testa e del corpo tra 80 e 106 mm, la lunghezza dell'avambraccio tra 58 e 64 mm, la lunghezza della coda tra 45 e 62 mm, la lunghezza del piede tra 12 e 17 mm, la lunghezza delle orecchie tra 16 e 23 mm.

### Aspetto
La pelliccia è corta, densa, vellutata e si estende sulle ali fino all'altezza dei gomiti e delle ginocchia. Il colore generale del corpo è bruno-giallastro scuro con la base dei peli più scura. Il muso è largo, dovuto alla presenza di due masse ghiandolari ai lati e con le narici proiettate in avanti e verso l'esterno, separate da un solco profondo. Le orecchie sono corte, triangolari e ben separate, con l'estremità arrotondata e l'antitrago basso e lungo che si estende in avanti fino all'angolo posteriore della bocca. Il trago è molto corto, con l'estremità arrotondata, i bordi concavi e la base ricoperta di peli lanosi. Le membrane alari sono lunghe, sottili, nerastre e attaccate posteriormente alla caviglia. Le zampe sono corte e robuste. La punta della coda si estende leggermente oltre l'ampio uropatagio, il quale è ricoperto di peli alla base. Il calcar è lungo e carenato.

## Biologia

### Comportamento
Si rifugia durante tutto l'anno nelle cavità degli alberi in particolare di latifoglie dove forma piccoli gruppi fino a 10 individui di entrambi i sessi. Entra in ibernazione da metà ottobre a fine aprile. Durante l'estate, forma vivai di sole femmine, mentre i maschi tendono a vivere in piccoli gruppi separati. L'attività predatoria inizia tra 5 minuti a 20 minuti dopo il tramonto e termina prima dell'alba. Si interrompe durante il cattivo tempo. Il volo è lento ed irregolare ed effettuato a 5-30 metri dal suolo.

### Alimentazione
Si nutre di insetti volanti, particolarmente ditteri, lepidotteri e coleotteri catturati molto in alto nella foresta.

### Riproduzione
Gli accoppiamenti avvengono a fine settembre o agli inizi di ottobre. L'aspettativa di vita è di circa 6 anni.

## Distribuzione e habitat
Questa specie è diffusa nelle province cinesi dell'Heilongjiang, Jilin, Henan, Zhejiang, Anhui; Penisola coreana, Siberia occidentale e isole giapponesi di Honshū, Hokkaidō, Shikoku, Kyūshū, Iki, Fukue e Tsushima.
Vive nelle foreste decidue montane.

## Conservazione
La IUCN Red List, considerato che i vivai sono altamente vulnerabili a causa della perdita del proprio habitat e del disturbo arrecato dall'uomo, classifica N.aviator come specie prossima alla minaccia di estinzione (Near Threatened).